# Три кројача
Три кројача (На немачком: Vom klugen Schneiderlein) је немачка бајка који су прикупили Браћа Грим и налази се под редним бројем 114.

## Прича
Једног дана била једном једна лепа и горда принцеза која је све своје просце  одбијала постављајући им загонетку. Три кројача (који беху међусобом и рођена браћа) дођоше. Принцеза их као питалицу упита  које су јој две нијансе биле у коси.  Први одговори црна и бела; други браон и црвена; а трећи златна и сребрна, што је и био одговор (златна и сребрна).  
Принцеза, негодујући, одлучи да би за њену руку кројач требало и да преспава са медведом који се налазио у  штали.  Нашавши се у штали са медведом, кројач поче да крцка орахе.  Медвед га замоли да и њему да неки, али кројач га превари и даде му камење уместо ораха. Невидећи превару, медвед је уместо ораха, ломио зубе. Касније кројач узе виолину и поче да свира, што је медведа натерало да игра. Одушевљен музиком медвед замоли кројача да га научи да свира. Кројач пристаде али само под условом да медвед скрати нокте. Тако и би, и медвед ускоро постаде безопасан, без својих зуба и ноктију, а кројач успе да преживи ноћ
Принцеза пристану, и уда се за њега и њих двоје живеше срећно до краја живота.  